# Zkamenělý slouha
Zkamenělý slouha (littéralement « Serviteur pétrifié » en tchèque) est le nom d'un menhir situé à Prague, en République tchèque.

## Situation
Le mégalithe se situe dans le nord de la ville, au numéro 29 de la rue Ládevská, dans l'arrondissement de Prague 8.

## Description
La pierre, érigée entre 5 000 et 4 000 av. J.-C., a une longueur totale d'environ 3 m ; la partie visible mesure entre 1,57 m et 1,72 m selon les sources. Pour l'historien tchèque Jiří Bílek, le menhir a une hauteur d'1,50 m pour un poids d'environ une tonne.
La tradition attribue au menhir le pouvoir d'accroître la fertilité féminine.